# Evelyn Marsden
Evelyn Marsden (más tarde, de casada Evelyn James; 15 de octubre de 1883 – 30 de agosto de 1938) fue la única mujer australiana superviviente del hundimiento del RMS Titanic y rescatada en el bote salvavidas 16.

## Primeros años
Era hija del trabajador ferroviario Walter Henry Marsden (jefe de estación en Hoyleton en 1912) y su esposa Annie Bradshaw, británicos que en 1877 emigraron a Australia. Su lugar de nacimiento de Stockyard Creek estaba aproximadamente 80 km al norte de Adelaida, Australia del Sur y actualmente un pueblo abandonado y en ruinas.

## Superviviente en el Titanic
Evelyn desembarcó en Londres en 1908 y fue acogida por sus familiares en Chesterfield. Trabajó a bordo del RMS Olympic, sobreviviendo a su colisión con el HMS Hawke aunque según los informes se encontraba cerca de la zona de impacto. Después fue contratada en el RMS Titanic el 6 de abril de 1912, y dio su dirección como 7 West Marlands Terrace, The Polygon, Southampton. Tenía 28 años, era soltera y como azafata se le pagaba un sueldo mensual de tres libras y diez chelines. Asistía también como enfermera para los pasajeros de primera clase. Se menciona a Evelyn en una carta de la irlandesa Mary Sloan, su compañera de trabajo y camarote, a su hermana el 27 de abril de 1912, declarando que ambas estuvieron en la habitación del doctor Simpson para tomar un poco de whisky y agua durante el desastre. El doctor Simpson luego se alejó apresuradamente y nunca lo volvieron a ver:

"Nunca perdí la cabeza esa terrible noche. Cuando dio las doce menos cuarto y los motores se detuvieron, supe muy bien que algo andaba mal. El doctor Simpson vino y me dijo que el correo estaba a flote. Las cosas iban bastante mal. Nos llevó a la señorita Mardsden y a mí a su habitación y nos dio un poco de whisky y agua. Me reí y le pregunté si pensaba que lo necesitábamos, y dijo que deberíamos. La señorita Mardsden estaba llorando y se enfadó con ella. Me preguntó si tenía miedo, le respondí que no. Dijo "Bien dicho, como una verdadera chica de Ulster". Tuvo que apresurarse para ver si había alguien herido. Nunca lo volví a ver. Lo ayudamos a ponerse su gran abrigo, nunca lo volví a a ver. [...] luego vi a nuestro querido y viejo doctor Laughlin [ sic ], le pedí que me contara lo peor. Me dijo "Niña, las cosas están muy mal". De hecho, conseguí un salvavidas y subí a cubierta. Recorrí mis habitaciones para ver si todos los pasajeros estaban despiertos y si tenían chalecos salvavidas. Llegó el pobre señor Andrews, leí en su rostro todo lo que quería saber"

Evelyn y Mary escaparon en el bote 16 que fue bajado a la 1:35 horas por el costado de babor por el sexto oficial Moody. El bote se alejó sin incidencias con unas 40 personas a bordo. El RMS Carpathia los recogió, sobre las siete de la mañana. George Robinson, el tío de Evelyn Marsden también se destacó a bordo del Titanic.

## Juventud
En su juventud, aprendió a remar una barca contra las mareas y corrientes del río Murray mientras visitaba una granja en Murray Bridge, Australia del Sur. Evelyn trabajó como enfermera en periodo de prueba en el Royal Adelaide Hospital (entonces conocido como Adelaide Hospital) entre el 15 de enero y el 11 de noviembre de 1907. Su salario era de doce libras al año y se le proporcionaba apartamento, combustible, luz, y un uniforme. Del 8 de mayo de 1907 al 5 de junio de 1907, Evelyn estuvo de baja por enfermedad con sueldo completo debido a la gangrena contraída en un dedo mientras estaba de servicio. Después del desastre del Titanic regresó a aquella granja para dar las gracias a la familia por enseñarle a remar y manejar una barca correctamente.

## Años posteriores
Después de la tragedia del Titanic se casó con su prometido el doctor William Abel James (1879-1938), que también había trabajado para White Star Line, tras estudiar Medicina en su Gales natal. A su regreso a Australia Evelyn fue anunciada como una heroína, llegando primero al fondeadero de Semaphore, Australia del Sur el 2 de noviembre de 1912, a bordo del trasatlántico de la White Star Line, The Irishman, en el que su marido también servía como el doctor del barco, así que tuvo que continuar hasta su destino final en Sídney, llegando el 14 de noviembre, antes de desembarcar el 15 y pasar la cuarentena de un día. Su esposo pasó a residir como médico allí y se instalaron en un apartamento nuevo en Ruthven Mansions en Pulteney Street. Más tarde se mudaron a Wallaroo, Australia del Sur, viviendo y trabajando allí quince meses antes de finalmente instalarse en Bondi, Sídney, donde su marido continuó trabajando como doctor. Evelyn murió el 30 de agosto de 1938, y su marido, devastado por su pérdida, falleció solo una semana después, siendo ambos enterrados en Waverley Cemetery, Sídney. No tuvieron hijos.
Su tumba permaneció sin marcar hasta el 5 de octubre de 2000, cuando finalmente una lápida fue levantada sobre la tumba.